# Solin

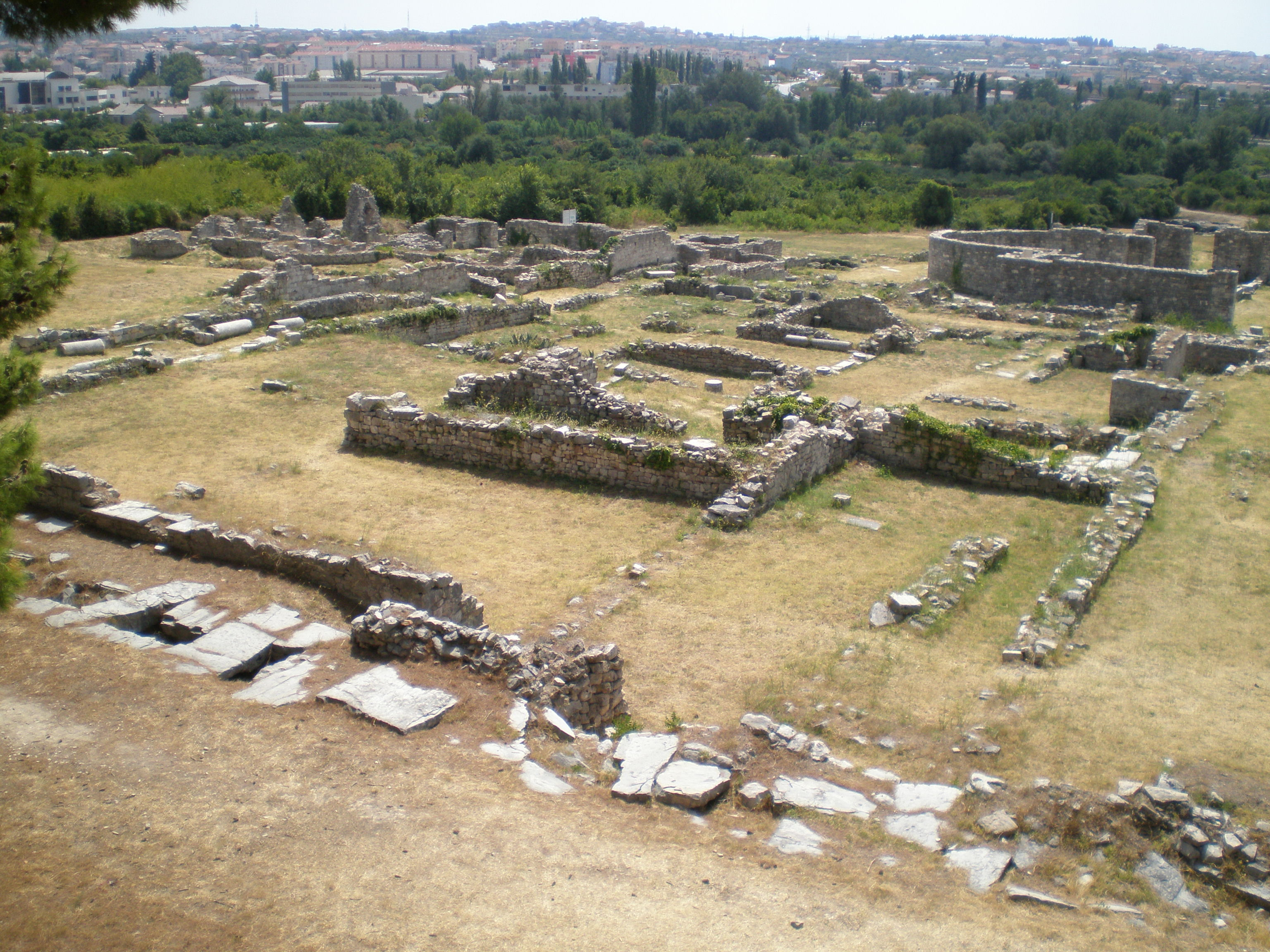
Resten van Solin

Solin (Italiaans en Latijn: Salona; Oudgrieks: Σαλώνα of Salóna) is een stadje in Dalmatië, een streek in Kroatië, aan de Adriatische Zee. De plaats is vastgegroeid aan Split en had in 2001 19.011 inwoners.
Solin was vroeger gekend als Salonae of Salona en het was de hoofdstad van de Romeinse provincie Dalmatia en de geboorteplaats van de Romeinse keizer Diocletianus. Deze keizer bouwde nabij de stad een versterkt paleis, waar hij, nadat hij in 305 aftrad, leefde van 305 tot 313 n.Chr.
Salonae werd door de Avaren geplunderd in de 6de eeuw en de vluchtelingen van de stad gingen in het versterkte paleis van Diocletianus wonen, en maakten er de versterkte stad Spalatum (Split) van. De resten van het oude Solin zijn nog steeds te bewonderen.

## Geschiedenis

### Romeinse Oudheid
In de latere Oudheid was Salonae zo’n belangrijke stad (hoofdstad van Dalmatia), zowel op politiek als op religieus vlak, dat het niet vergeten kon worden door de inwoners van de stad die, nadat de Avaren Salonae plunderden, een nieuwe stad stichtten: Spalatum (Split), op de plaats waar de Romeinse keizer Diocletianus in 300 n.Chr. zijn paleis had gebouwd. De plundering van Salonae gebeurde in de 6de eeuw.

### Christelijk Salonae
Het christendom was al actief aanwezig in Salonae in de tijd van de apostelen. De apostel Paulus vermeldt dat zijn leerling Titus naar Dalmatia reisde (2 Tim 4,10), dus we kunnen er dan van uitgaan dat hij naar de hoofdstad van Dalmatia is getrokken, Salonae, of toch op zijn minst een korte tijd. Het is dan ook niet verwonderlijk dat die stad, gelegen aan de Adriatische Zee, vanwege zijn perfecte handelspositie en zeeverbindingen met Italië en het Midden-Oosten, christenen aantrok.
Salonae had dan ook (vanaf het midden van de 3de eeuw) een goed georganiseerde christelijke gemeenschap met een bisschop als leider, zoals de bisschop-martelaar Venacie, maar ook bekendere, zoals Glycerius, een van de laatste keizers van het West-Romeinse Rijk. Vanaf de 4de eeuw kregen de martelaren uit de tijd van Diocletianus’ vervolging een plaatsje in de basiliek van Salonae. Dit is ironisch, aangezien Diocletianus pas in het begin van de 4de eeuw is gestorven en dan nog wel op nog geen 5 kilometer afstand van Salonae. In de 6de eeuw werd de bisschop van Salonae aartsbisschop.

### Rivaliteit met Rome
Na de val van Salonae kwam de hele regio onder het gezag van de Avaren en de martelaren uit Salonae werden naar Rome getransporteerd. Zo beval paus Johannes IV het transport van een groot deel van de artefacten.
Salonae werd verlaten en de inwoners gebruikten het versterkte paleis van Diocletianus om een nieuwe, versterkte stad te bouwen: Spalatum (het huidige Split), op slechts vijf kilometer afstand van Salonae. Zij probeerden die martelaren, die zij als beschermengelen zagen, terug te krijgen. Twee zeer belangrijke martelaren, Sint Duje en Sint Anastasius, werden teruggehaald en in het voormalige mausoleum van Diocletianus geplaatst, dat omgebouwd was tot een kathedraal.

## Romeinse resten
De ruïnes van het oude Solin behoren tot de belangrijkste overblijfselen van de Romeinse tijd in het huidige Kroatië. De antieke stad ligt iets buiten het moderne Solin en bevindt zich tussen drukke expreswegen en wijngaarden. De meest prominente overblijfselen zijn de resten van het amfitheater, de stadsmuur en stadspoort, een 5-eeuwse kathedraal, een fort en openbare baden.

## Geboren
- Nikola Kalinić (1988), voetballer